# Joan Tharrats Pascual
Joan Tharrats Pascual, que va usar pseudònims com a T.P. Bigart (Barcelona, 19 de març de 1958) és un professor de Ciències de la Comunicació a la Universitat Ramon Llull, a més de guionista de còmic i televisió. És nebot del pintor Joan Josep Tharrats i germà del dibuixant Tha, formant amb ells i acompanyat també de Francisco Mir i Josep María Sirvent va constituir el col·lectiu Quatricomía 4.
Joan Tharrats Pascual és veí del barri barceloní de Gracia. Malgrat el seu interès inicial per la Microbiologia o la Filosofia, acabà llicenciant-se en Psicologia. Mentre feia un estudi sobre els papiones en captivitat en el Zoo de Barcelona, va començar a col·laborar amb el seu germà Joseph August, que llavors treballava per "TBO 2000", escrivint-li els guions d'Ergo (1978). Va dirigir la revista "Primeras Noticias", on va tornar a col·laborar amb Tha. En la dècada dels anys vuitanta, tots dos van publicar a la revista El Jueves les sèries Ciclo XXI i Qué gente!. Al costat de Rafa Vaquer va crear a Johnny Roqueta en 1982. Cap a 1988 va abandonar el seu pseudònim i va seguir escrivint Absurdus Delirium per a la revista francesa Fluide Glacial.

## Obra
- 1978 Ergo, amb dibuixos de Tha, per a "TBO"
- 1979 El Troglodita, amb dibuixos de Tha, per a "Primeras Noticias"
- 1981 Ciclo XXI, amb dibuixos de Tha, per "El Jueves"
- 1982 Qué gente!, amb dibuixos de Tha, per "El Jueves"
- 1982 Johnny Roqueta, amb dibuixos de Rafa Vaquer per a "Cul de Sac"
- 1984 El miércoles mercado, al costat de Francisco Mir, Sirvent i Tha, per "El Jueves"
- 1984 Absurdus Delirium, amb dibuixos de Tha, per a "Fluide Glacial"
- 1996 Personal Digital, amb dibuixos de Tha, per a "PCFormat".[1]

Com a guionista de televisió
- 1986 Filiprim
- 1993 Persones humanes
- 2003 Dinamita
- 2009 13 anys i un dia
- 2010 Més dinamita
- 2013 Club Super 3